# Durningen

Durningen este o comună în departamentul Bas-Rhin, Franța. În 2009 avea o populație de 637 de locuitori.